# Querella
Una querella és un acte processal consistent en una declaració voluntàriament dirigida a l'òrgan jurisdiccional competent, per la que el seu subjecte, a més a més d'assabentar a aquell la notitia criminis —notícia criminal—, exercita l'acció penal, regulant-se actualment al Codi Processal Penal.
Aquest article explica les formalitats de la presentació d'una querella, vàlida solament per a Espanya. La denúncia pot formular-se davant de qualsevol autoritat judicial, funcionari del Ministeri fiscal o de la Policia. Tanmateix, la querella ha d'interposar-se davant l'òrgan jurisdiccional competent.

## Subjectes de la denúncia i la querella
La denúncia, per regla general, és un deure, mentre que la querella és un dret, en general.
- La denúncia és una obligació que, per regla general, imposa l'Estat per obtenir la cooperació ciutadana en la lluita contra el delicte.
- La querella, tanmateix, constitueix, per regla general, un dret: tots els ciutadans espanyols, hagin estat o no ofesos pel delicte, poden querellar-se quan es tracti d'un delicte públic, utilitzant l'acció popular; i també poden querellar-se els estrangers pels delictes comesos contra les seves persones o béns, o les persones o béns dels seus representats.

Respecte dels ciutadans espanyols, la Llei Orgànica del Poder Judicial disposa que podran exercir l'acció popular, en els casos i formes establerts en la Llei. Al contrari, als delictes privats (perseguibles a instància de part), només poden querellar-se les persones legitimades, segons els casos, per actuar al procés en qualitat d'acusador privat.

## Forma de la querella
Els requisits formals de la querella són: 
1. Es presentarà sempre pel mig de Procurador en poder i subscrita per Lletrat.
2. Ha de contenir: 2 operacions 
  1. El Jutge o Tribunal davant de qui es presenti;
  2. El nom, cognoms i veïnatge del querellant;
  3. El nom, cognoms i veïnatge del querellant. En cas d'ignorar-se aquestes circumstàncies, s'haurà de fer la designació del querellant per les senyes que millor puguin fer-lo conèixer;
  4. La relació minuciosa del fet, amb expressió del lloc, any, mes, dia i hora en què es va executar, si se sabessin;
  5. Les diligències que hagin de practicar-se per a la comprovació del fet;
  6. La petició que s'admeti la querella, es practiquin les diligències referides, es procedeixi a la detenció i presó del presumpte culpable o a exigir-li la fiança de llibertat provisional, i s'acordi l'embargament dels seus béns a la quantitat necessària, en els casos en els quals així procedeixi;
  7. La signatura del querellant (o la d'una altra persona al seu prec, si no sabés o no pogués signar, quan el Procurador no tingués poder especial per formular la querella) de l'advocat i del procurador.

## Requisits de l'admissibilitat
El querellant prestarà fiança de la classe i quantia que fixi l'òrgan jurisdiccional, per respondre de les resultes del procés.
Però estan exempts de l'obligació de prestar fiança: 
1. L'ofès i els seus hereus o representants legals;
2. Als delictes d'homicidi el vidu o vídua, els ascendents i descendents consanguinis o afins, els col·laterals consanguinis o uterins i afins fins al segon grau, els hereus de la víctima i els pares, mares i fills no matrimonials respecte de la mare en tot cas, i respecte del pare, quan estiguessin reconeguts.

L'exempció de fiança no és aplicable als estrangers si no els correspongués en virtut de tractats internacionals o pel principi de reciprocitat.
D'altra banda, quan es tracta de determinats delictes privats (perseguibles a instància de part), l'admissibilitat de la querella ve determinada per uns certs requisits previs o pressuposats, a saber: 
- a) Si la querella tingués per objecte un fet que revesteixi els caràcters de delicte perseguible solament a instància de part, haurà d'acompanyar-se a la mateixa la certificació que acrediti haver-se'n celebrat o intentat l'acte de conciliació entre querellant i querellat.
- b) A les querelles relatives a delictes de calúmnia o injúria causades en judici, haurà de presentar-se, a més a més de la certificació referida, la llicència del Jutge o Tribunal que hagués conegut d'aquell.

## Constitució en part del subjecte de la querella
La querella és una declaració de voluntat, mitjançant la qual qui la formula no només assabenta al Jutge uns fets possiblement delictuosos, sinó que expressa la voluntat d'exercitar l'acció penal, constituint-se parcialment en el corresponent procés.

## Efectes de la denúncia i de la querella
A la querella, l'òrgan jurisdiccional competent, després d'admetre-la si fos procedent, manarà practicar les diligències que s'hi proposessin, llevat de les que consideri contràries a les lleis, innecessàries o perjudicials per a l'objecte de la querella, les quals denegarà en resolució motivada. I desestimarà a la mateixa forma la querella quan els fets en els quals es funda no constitueixin delicte o quan no es consideri competent per instruir el seu objecte sumari.
D'altra banda, no pot parlar-se de desistiment en la denúncia (atès que, una vegada presentada, el denunciant ni està obligat ni té facultats per realitzar cap activitat processal, ja que no és part); 
Tanmateix, el querellant pot veure's obligat a realitzar activitats posteriors, la qual no realització, equival al desistiment, el qual pot ésser exprés o tàcit, entenent-se que és tàcit per a les querelles per delictes privats; en efecte: 
- Si la querella fos delicte que no pugui ser perseguit sinó a instància de part, s'entendrà abandonada pel que l'hagués interposada quan deixés d'instar el procediment dintre dels 10 dies següents a la notificació de l'auto en què el Jutge o el Tribunal així l'hagués acordat.
- Es tindrà també per abandonada la querella quan, per mort o per haver-se incapacitat el querellant per continuar l'acció, no comparegués cap dels seus hereus o representants legals a sostenir-la dins dels 30 dies següents a la citació que a l'efecte se'ls farà, informant-los de la querella.